# Magyar Mozgókép Díj a legjobb televíziós sorozatnak
A Magyar Mozgókép Díj a legjobb televíziós sorozatnak (korábban Magyar Filmdíj) elismerés a 2014-ben alapított Magyar Filmdíjak egyike, amelyet a Magyar Filmakadémia (MFA) tagjainak szavazata alapján 2019 óta ítélnek oda egy-egy év magyar televíziós sorozatai közül legjobbnak tartott alkotásoknak.
A díjra történő jelölés nem automatikus; arra azon sorozatok jöhetnek számításba, amelyeket beneveztek a Magyar Filmhétre, illetve e kategória Magyar Filmdíjára. Nevezni az előző év január 1. és december 31. között televíziós sugárzásba került az alkotók által kiválasztott 1 epizód.
A jelölés és kiválasztás rendszeréről a Filmakadémia 2018-as közgyűlése döntött. A televíziós alkotások nevezési és regisztrációs határidejét év elején közli az MFA. A Magyar Filmhétre nevezni az alkotók által kiválasztott egy epizóddal lehet. A versenyprogramba került alkotások közül az Akadémia tagjai választják ki a díjra érdemesnek tartott sorozatokat, amelyek felkerülnek a jelöltek február 1-jén nyilvánosságra hozott listájára. A jelölt alkotásokat a Magyar Filmhét műsorára tűzik.
A második körben az Akadémia tagjai e szűkített listáról választják ki egy újabb titkos szavazás során a díjra érdemesnek tartott sorozatot.
Az ünnepélyes díjátadóra Budapesten, a Magyar Filmhetet lezáró gálán kerül sor minden év március elején.

## Díjak és jelölések
| Év (Gála) | Díjazottak és jelöltek | Megjegyzés    |
| --------- | --- | ------------- |
| 2019 (4.) | - Aranyélet (3. évad 4. rész – Vakfolt) – rendező: Mátyássy Áron, producerek: Krigler Gábor, Závorszky Anna, Stalter Judit | [ 4 ] [ * 1 ] |
| 2020 (5.) | - Alvilág (1. évad 1. rész) – rendező: Ujj Mészáros Károly, producerek: Herman Péter, Bodzsár István - 200 első randi, Az esküvő – rendező: Erdélyi Dániel, producerek: Prukner Brigitta, Kapitány-Diószegi Judit, Móré Annamária, Kapitány Iván, Hámori Barbara - A mi kis falunk 3. évad 17. rész – Fészekrakók – rendező: Kapitány Iván, producerek: Kapitány-Diószegi Judit, Herman Péter, Boris Mihály, Kapitány Iván - Cseppben az élet - A siker útján (2. rész) – rendező: Gyöngyössy Bence, producer: Kabay Barna - Tabukról tabuk nélkül 2. évad – Bűnösök és vezeklők – rendező: Pálinkás Norbert, producer: Mentes Endre | [ * 2 ]       |
| 2021      | - A martfűi rém – rendező: Sopsits Árpád - Doktor Balaton 1. évad 1. rész – rendezők: Cibolya Nikol, Csicskár Dávid, Fazekas Csaba, Gergely Zoltán, Koblicska Örs és Politzer Péter - A mi kis falunk 5. évad 2. rész – A cirkusz – rendező: Kapitány Iván | [ 5 ] [ * 3 ] |
| 2022      | - Shakespeare/37 – Montague és Capulet – rendező: Magács László - Doktor Balaton 1. évad 80. rész – rendezők: Cibolya Nikol, Csicskár Dávid, Fazekas Csaba, Gergely Zoltán, Koblicska Örs és Politzer Péter - A mi kis falunk 5. évad 18. rész – A barátnő – rendezők: Kapitány Iván és Lóth Balázs | [ 6 ] [ * 4 ] |
| 2023      | - A besúgó – rendezők: Szentgyörgyi Bálint, Mátyássy Áron és Miklauzic Bence - A Király – rendezők: Zomborácz Virág, Kovács István és Kovács Dániel Richárd - Elveszett idők – rendező: Nagy István - Aranybulla – rendező: Kriskó László - Hazatalálsz – rendezők: Mátyássy Áron, Hajmási Péter, Bánovits Ottó, Kubinszky Péter és Buday Balázs | [ 7 ] [ 8 ]   |
| 2024      | - Tündérkert – Kísértések kora – rendező: Madarász István - Cella – Letöltendő élet – rendező: Csillag Mano - Legyetek szeretettel – rendezők: Szilágyi Andor | [ 9 ] [ 10 ]  |
| 2025      | - S.E.R.E.G. – rendező: Dombrovszky Linda - Csendhez szokott szív - Úton Eperjes Károllyal – rendező: Törcsi Levente Balázs - A nemzet aranyai – rendezők: Zákonyi S. Tamás és Elek Ottó | [ 11 ] [ 12 ] |